# Spilosoma heterogenea
Spilosoma heterogenea är en fjärilsart som beskrevs av Max Bartel 1903. Spilosoma heterogenea ingår i släktet Spilosoma och familjen björnspinnare. Inga underarter finns listade i Catalogue of Life.